# Eloísa García Etchegoyhen
Eloísa García Etchegoyhen   (Montevideo, 8 de juliol de 1921 - Montevideo, 29 de gener de 1996) va ser una escriptora, educadora i activista pionera en els drets dels discapacitats uruguaiana.
No només va crear les primeres instal·lacions educatives a l'Uruguai per ensenyar a persones amb discapacitat, sinó que va desenvolupar programes d'inserció laboral i grups de suport als pares per ajudar els nens a integrar-se més en la societat. Va dirigir una formació dirigida per a professors i psicòlegs que va conduir a la creació de programes de recerca sobre la causa del retard mental i va dirigir una campanya de sensibilització pública per fomentar l'acceptació dels discapacitats per part de les seves famílies i comunitats.
Va començar la primera escola per a estudiants amb discapacitats múltiples i va començar la primera escola preescolar per a l'avaluació primerenca i la intervenció de nens amb discapacitat a l'Uruguai.
Va portar els Special Olympics a l'Uruguai i va treballar a tota l'Amèrica Llatina i el Carib per a polítiques inclusives per a ciutadans amb discapacitat.

## Biografia
María Eloísa García Etchegoyhen va néixer el 8 de juliol de 1921 a Montevideo (Uruguai), filla Marcos García i María Etchegoyhen. La seva mare va morir quan García era molt jove i va ser criada per la seva germana gran, Manacha.
Va assistir a l'escola primària de «La Prada» i va acabar els seus estudis secundaris a l'Institut «La Femenina». Va estudiar com a professora i es va graduar el 1941 a l'Institut Normal María Stagnero de Munar.
La seva primera feina va ser a Isla Patrulla i després d'uns mesos allà es va traslladar a Santa Clara, on va trobar per primera vegada estudiants amb retard del desenvolupament. Es va posar en contacte amb els seus superiors i se li va donar permís per estudiar educació especial i va tornar a Montevideo.
Entre 1943 i 1944, va estudiar retard mental i va obtenir un certificat d'especialista el 1944. Va començar a treballar amb el doctor Emilio Mira y Lopez el 1945 al Laboratori de Psicologia investigant «casos marginals» i va obtenir una autorització per realitzar assessorament d'orientació professional per a escolars. El doctor Mira també la va ajudar a sol·licitar una beca per anar a l'escola als Estats Units d'Amèrica, que va guanyar a l'Institute of International Education.
Del 1945 al 1946, va treballar a l'Hospital Psiquiàtric Marlboro de Nova Jersey, i simultàniament a l'Institut Internacional d'Educació (1945-1947), rebent un certificat de «Domini d'Higiene Mental i Serveis Organitzatius per a Nens Anormals». A continuació, García va participar en tres programes d'estudi de treball entre 1946 i 1947 a la Universitat de Michigan, a la Cove School i a l'Institut de Semàntica General.
Durant el seu període escolar, el 1947, va participar al feminista Primer Congrés Interamericà de Dones, com a representant de l'Aliança Uruguaya de Dones celebrada a Ciutat de Guatemala (Guatemala). Va assistir a la conferència que va explorar no només les qüestions de les dones, sinó que va estudiar els assumptes mundials, com ara la capacitat nuclear, el desarmament, la pau, els exilis i molts altres temes de l'època de la postguerra.
El 1948, es va graduar amb un màster en psicologia clínica amb una especialització en educació especial i intervenció preescolar i estimulació preescolar de la Universitat de Michigan.
García es va incorporar al programa de pràctiques de les Nacions Unides el 1948, i va tornar a casa a l'Uruguai, reorganitzant l'Escola Auxiliar a l'Escola de Recuperación Psíquica Número 1. Va dirigir l'organització durant els propers divuit anys. Quan García es va fer càrrec de la instal·lació, era un «dipòsit» per a nens amb discapacitat i no es feien intents per educar-los. Un dels seus primers objectius va ser reorganitzar l'escola per ajudar a cada alumne a desenvolupar habilitats, a aprendre coneixements i a desenvolupar una actitud per aconseguir l'apoderament personal. També va haver de formar professionals, impartint cursos de psicologia a l'Escola d'Infermeria de la Universitat de la República, del Departament de Serveis Socials, del Departament de Psicologia i Relacions Humanes i organitzant cursos i seminaris centrats en el tractament dels nens amb retard mental per als professors de l'Institut Normal de Montevideo.
Una de les primeres coses que va fer va ser establir un Club per a Pares, que tenia com a finalitat proporcionar una xarxa de suport a les famílies. Publicaven un butlletí i feien grups de suport dues vegades al dia. Un cop durant el dia i una altra a la nit perquè, independentment dels horaris laborals, els pares poguessin participar. L'atenció es va centrar en la informació i el compartir experiències, perquè fins i tot la comunitat mèdica no sabia què causava els retards en el desenvolupament ni quina era la capacitat d'aprenentatge dels nens.
També va establir directrius per permetre als estudiants amb la síndrome de Down participar en l'escolarització. Fins a la proposta de García al Consell d'Educació, els estudiants amb síndrome de Down i els que disposaven d'un quocient intel·lectual menor de 50, no podien participar en l'escola a l'Uruguai.
García va insistir que tota la seva plantilla estiguès formada adequadament.
El 1954 va obtenir una beca de l'Institut d'Afers Interamericans, i va estudiar programes de rehabilitació de pacients amb discapacitat, rebent un certificat d'especialista en rehabilitació professional del Departament d'Estat dels Estats Units a Washington, DC.
Ella va enviar personal a l'Argentina per estudiar trastorns de la motricitat i rehabilitació, i posteriorment va enviar estudiants a estudiar control neuromuscular als Estats Units d'Amèrica i Puerto Rico.
El 1956, l'escola va acceptar els seus primers estudiants amb discapacitats múltiples, i el 1957 van fer un estudi sobre rehabilitació i preparació laboral dels seus estudiants. El que van determinar va ser que la majoria d'estudiants no estaven preparats per a l'ocupació. Per solucionar l'abandonament, el 1958 García va implementar un programa de rehabilitació ocupacional que tenia l'objectiu de donar formació professional als estudiants simultàniament amb formació acadèmica, va entregar al personal avaluacions individuals completes de les habilitats dels estudiants i les necessitats de l'empresari i mitjançant un entorn de «taller protegit» per seguir el seguiment dels estudiants després de la col·locació.
A la dècada del 1960, García estava disposada a afrontar el desenvolupament durant la primera infància, ja que les noves investigacions científiques mostraven l'impacte positiu de l'educació precoç. Ella va enviar una proposta de desenvolupament preescolar amb l'expertesa d'un acadèmic Fulbright, el doctor Howard Norris. El 1962 es va aprovar el programa i Norris va començar a treballar amb un pediatra, un psicòleg, un professor visitant i una infermera. Van començar amb un diagnòstic de la naturalesa de la discapacitat, assessorant els pares sobre quins resultats eren probables i després van crear un pla d'acció per fomentar l'educació del nen.
Aquest mateix any va llançar una campanya de sensibilització pública amb l'esperança de construir una infraestructura d'atenció, integració, protecció i suport a les persones amb discapacitat. Va fundar l'Associació Nacional per a Nen Retardadat Mental (ANR) per promoure el benestar general i el desenvolupament de programes i investigacions per beneficiar els desenvolupament dels discapacitats. El 1966, García va ampliar el programa per incloure un programa de recerca amb mares expectants. En aquest mateix any, va guanya el Premi Joseph P. Kennedy Jr. de 1966 per la seva contribució a la salut mental.
García va començar a treballar amb l'Inter-American Children's Institute (IIN) de l'Organització dels Estats Americans el 1966, com a cap de la divisió d'Educació Especial i Primera Infància. Va exercir durant els propers vint anys intentant desenvolupar i millorar programes d'educació especial a tota l'Amèrica Llatina i el Carib, i fomentar la col·laboració entre centres acadèmics i mèdics europeus i estatunidencs amb els seus homòlegs d'Amèrica Llatina i el Carib.
El 1967, García va ser nomenada al Consell Nacional d'Ensenyança Primaria i Normal, i es va fer responsable de supervisar tota l'educació primària, l'educació especial i la formació del professorat a l'Uruguai.
El 1983, va portar els Special Olympics a l'Uruguai i va facilitar que el país s'incorporés a l'organització internacional.
García va rebre nombrosos premis durant la seva llarga carrera, inclosa la Kennedy Foundation Honor el 1966; Premi al lideratge en deficiència mental de l'American Association on Mental Deficiency (Chicago, Estats Units, 1976); Premi del Mèrit per la Comissió de Retard Mental del president de Panamà (1975); Ordre de la Corbata classe A, Andrés Bello, del govern de Veneçuela (Caracas, Veneçuela, 1976); i una cita del Secretari General de l'ONU per participar al «Simposi mundial d'experts en programes de cooperació internacional per a discapacitats», atorgat per la International Association for the Scientific Study of Mental Deficiency (Índia, 1985).
El 1988 va ser atorgada per l'OEA amb el premi Andrés Bello per les seves contribucions regionals a l'educació de les persones amb discapacitat; Aquest mateix any se li va atorgar una medalla del Govern de l'Equador pels seus esforços en educació especial; i l'any següent, la Universitat de Kansas va crear una beca a través del Bureau of Child Research al seu nom, que es concedeix a professionals que desitgin estudiar intervenció i estimulació precoç.
Va ser presidenta de la Lliga Internacional d'Associacions per a Persones amb Handicap Mental de 1986 a 1990. En aquesta oficina de supervisió de les comunicacions i l'intercanvi internacional entre institucions dels cinc continents va ser reconeguda públicament pel president François Mitterrand, quan es va retirar.
El govern uruguaià va canviar el nom del complex educatiu de les escoles especials núm. 203 i 280 a Montevideo en honor d'ella el 1994 i el 1995, i va rebre la Reial Associació de Prevenció i Atenció de Persones amb Discapacitat Reina Sofia per a la rehabilitació i la integració a Madrid el 1995.

## Obres seleccionades
- La importancia del diagnóstico educacional (1949).[19]
- La deficiencia mental y el problema que plantea a nuestra enseñanza primaria (1949).[19]
- La ciencia al servicio de la educación: El lápiz que habla (1949).[19]
- Valor de la clase pre-primaria en la Enseñanza Especial (1950) .[19]
- Algunas sugerencias que pueden favorecer el mecanismo de la lectura en niños de aprendizaje lento (1951).[19]
- La Enseñanza Especial La Escuela Auxiliar (1954).[19]
- Fines y School Organization psychological recovery No. 1 (1955).[20]
- Madres que esperan familia (1956?).[20]
- Clínica preescolar (1956?).[20]
- Campamento para niños retardados mentales (1956?).[20]
- Diez lecciones que los niños deben aprender antes de entrar a la Escuela (1957).[20]
- Sugerencias para enfocar la educación de los niños (1958).[20]
- Por qué trabajamos con padres (1958).[20]
- Ustedes no están solos. En colaboración con la señora Nelly Mangini de Lermitte (1958).[20]
- Psicoterapia con los Retardados Mentales (1958).[20]
- Orientaciones a las Auxiliares Vigilantes (1964).[20]
- Una tipología de los objetivos del programa para alumnos retardados mentales (1964).[20]
- Dos ensayos: El desafio de la época actual a la organización educativa. Enfoque multidisciplinario en el entrenamiento del equipo interdisciplinario Montevideo: Consejo Nacional de Enseñanza, (1968)
- La epilepsia, inteligencia, y aprendizaje Montevideo: O.E.A., Instituto Interamericano del Niño (1970)
- Enseñanza especial y entrenamiento vocacional Montevideo: O.E.A., Instituto Interamericano del Niño (1970)
- La educación de los padres del niño retardado Montevideo: O.E.A., Instituto Interamericano del Niño (1970)
- Administracíon de servicios en enseñanza especial Montevideo: Instituto Interamericano del Niño (1973)
- Factor socio-económico que afecta el proceso de aprendizaje Montevideo: Instituto Interamericano del Niño (1973)
- Estimulación precoz, acción preventiva y remedial Montevideo: O.E.A., Instituto Interamericano del Niño (1974)
- Early intervention with the multihandicapped child Montevideo: Instituto Interamericano del Niño (1975)
- Mental retardation: an international view Racine, Wisconsin: Johnson Foundation, (1976)
- Planning the Future of Special Education: Our Duty, Our Responsibility, and Our Privilege U.S. Department of Education (1978)